# Ematurga anomalaria
Ematurga anomalaria är en fjärilsart som beskrevs av Vorbrodt 1917. Ematurga anomalaria ingår i släktet Ematurga och familjen mätare. Inga underarter finns listade i Catalogue of Life.